# Diaspididae
Diaspididae zijn een familie van schildluizen uit de orde van de halfvleugeligen (Hemiptera).

## Taxonomie
De volgende taxa worden bij de familie ingedeeld:
- Onderfamilie Ancepaspidinae Borchsenius
  - Geslacht Ancepaspis Ferris, 1920
    - Ancepaspis edentata
    - Ancepaspis novemdentata
    - Ancepaspis quadridentata
    - Ancepaspis tridentata

  - Geslacht Anotaspis Ferris, 1941
  - Geslacht Costalimaspis Lepage, 1937
  - Geslacht Fissuraspis Ferris, 1937
  - Geslacht Nicholiella Ferris, 1941
  - Geslacht Pelliculaspis Ferris, 1941
- Onderfamilie Furcaspidinae Balachowsky
  - Geslacht Furcaspis Lindinger, 1908
- Onderfamilie Diaspidinae Targioni Tozzetti
  - Tribus Lepidosaphidini Shimer

    - Geslacht Mohelnaspis Šulc, 1937
      - Mohelnaspis bidens (Green, 1965)
        - = Fiorinia bidens Green, 1905

  - Tribus Diaspidini Targioni Tozzetti
    - Subtribus Diaspidina Targioni Tozzetti
      - Geslacht Bantudiaspis Hall, 1928
      - Geslacht Carulaspis MacGillivray, 1921
      - Geslacht Chilesaphes González, 2015
      - Geslacht Credodiaspis MacGillivray, 1921
      - Geslacht Cryptodiaspis Lindinger, 1909
      - Geslacht Diaspis Costa, 1828
      - Geslacht Diaulacaspis Takahashi, 1942
      - Geslacht Epidiaspis Cockerell, 1899
      - Geslacht Incisaspis MacGillivray, 1921
      - Geslacht Leptodiaspis Takagi, 2011
      - Geslacht Pseudodiaspis Cockerell, 1897
      - Geslacht Thysanofiorinia Balachowsky, 1954
      - Geslacht Umbaspis MacGillivray, 1921

    - Subtribus Fioriniina Targioni Tozzetti
      - Geslacht Achionaspis Takagi, 1970
      - Geslacht Adiscofiorinia Leonardi, 1906
      - Geslacht Africaspis MacGillivray, 1921
      - Geslacht Albastaspis MacGillivray, 1921
      - Geslacht Anzaspis Henderson, 2011
      - Geslacht Asymetraspis MacGillivray, 1921
      - Geslacht Augulaspis MacGillivray, 1921
      - Geslacht Bayokaspis Takagi, 2003
      - Geslacht Chimania Munting, 1970
      - Geslacht Chlidaspis Borchsenius, 1949
      - Geslacht Collubia Munting, 1968
      - Geslacht Contigaspis MacGillivray, 1921
      - Geslacht Cooleyaspis MacGillivray, 1921
      - Geslacht Coronaspis MacGillivray, 1921
      - Geslacht Crockeraspis Takagi, 2000
      - Geslacht Dentachionaspis MacGillivray, 1921
      - Geslacht Epifiorinia Takagi, 1970
      - Geslacht Finaspis Hall, 1929
      - Geslacht Fiorinia Targioni Tozzetti, 1868
      - = Ichthyaspis Takagi
        - Fiorinia arengae Takahashi, 1934
        - Fiorinia biakana Williams & Watson, 1988
        - Fiorinia camelleosae Young, 1987
        - Fiorinia citri Young, 1987
        - Fiorinia coronata Williams & Watson, 1988
        - Fiorinia cunninghamiana Young, 1987
        - Fiorinia dinghuensis Wei & Feng
        - Fiorinia distinctissima (Newstead, 1896)
        - Fiorinia drimydis (Maskell, 1879)
        - Fiorinia euonymi Young, 1987
        - Fiorinia euryae Kuwana, 1925
        - Fiorinia expansa Maskell, 1895
        - Fiorinia externa Ferris, 1942
        - Fiorinia ficicola (Takahashi, 1931)
          - = Ichthyaspis ficicola (Takahashi. 1931)

        - Fiorinia fijiensis Williams & Watson, 1988
        - Fiorinia fioriniae (Targioni Tozzetti, 1867)
        - Fiorinia fletcheri Laing, 1929
        - Fiorinia formosensis Takahashi, 1933
        - Fiorinia frontecontracta Green, 1919
        - Fiorinia fuzhouensis Young, 1987
        - Fiorinia geijeriae Froggatt, 1914
        - Fiorinia gelonii Green, 1900
        - Fiorinia grossulariae Maskell, 1884
        - Fiorinia hederae Hall & Williams, 1962
        - Fiorinia himalaica Takagi, 1975
        - Fiorinia hisakakii Takahashi, 1936
        - Fiorinia horii Kuwana, 1927
        - Fiorinia hymenanthis Takagi, 1975
        - Fiorinia iavanica Leonardi, 1907
        - Fiorinia japonica Kuwana, 1902
        - Fiorinia kandyensis Green, 1922
        - Fiorinia keteleeriae Young, 1987
        - Fiorinia kumatai Takagi, 1975
        - Fiorinia linderae Takagi, 1970
        - Fiorinia macroprocta (Leonardi, 1907)
          - = Trullifiorinia macroprocta Leonardi, 1907

        - Fiorinia minor Maskell, 1897
        - Fiorinia multipora Lindinger, 1911
        - Fiorinia myersi Green, 1928
        - Fiorinia myricae Young, 1987
        - Fiorinia nachiensis Takahashi, 1956
        - Fiorinia neocaledonica Lindinger, 1911
        - Fiorinia neriifolii Borchsenius & Williams, 1962
        - Fiorinia odaiensis Takagi, 1975
        - Fiorinia odinae Leonardi, 1906
        - Fiorinia pakistanensis Ahmad, 1970
        - Fiorinia payaoensis Takahashi, 1942
        - Fiorinia phantasma Cockerell & Robinson, 1915
        - Fiorinia phoenicis Balachowsky, 1967
        - Fiorinia pinicola Maskell, 1897
        - Fiorinia pinicorticis Ferris, 1950
        - Fiorinia plana Green, 1919
        - Fiorinia proboscidaria Green, 1900
        - Fiorinia quercifolii Ferris, 1950
        - Fiorinia randiae Takahashi, 1934
        - Fiorinia reducta Williams & Watson, 1988
        - Fiorinia rhododendri Takahashi, 1935
        - Fiorinia rhododendricola Tang, 1986
        - Fiorinia rubrolineata Leonardi, 1906
        - = Trullifiorinia rubrolineata (Leonardi, 1906)
        - Fiorinia sapindi Green, 1919
        - Fiorinia saprosmae Green, 1896
        - Fiorinia scrobicularum Green, 1896
        - = Trullifiorinia scrobicularum (Green, 1896)
        - Fiorinia separata Takagi, 1961
        - Fiorinia sikokiana Takagi, 1975
        - Fiorinia similis Green, 1896
        - Fiorinia smilaceti Takahashi, 1931
        - Fiorinia taiwana Takahashi, 1934
        - Fiorinia theae Green, 1900
        - Fiorinia tumida Leonardi, 1906
        - Fiorinia turpiniae Takahashi, 1934
        - Fiorinia vacciniae Kuwana, 1925
        - Fiorinia yunnanensis Hu, 1984

      - Geslacht Formosaspis Takahashi, 1932
      - Geslacht Fraseraspis Takagi, 1999
      - Geslacht Fusilaspis MacGillivray, 1921
      - Geslacht Getulaspis Balachowsky, 1954
      - Geslacht Heimaspis Balachowsky & Ferrero, 1967
      - Geslacht Himalaspis Takagi, 2007
      - Geslacht Hyparrheniaspis Ghabbour & Hamon, 1998
      - Geslacht Inchoaspis MacGillivray, 1921
      - Geslacht Ischnafiorinia MacGillivray, 1921
      - Geslacht Keralaspis Takagi, 2007
      - Geslacht Kulatinganaspis Takagi, 2003
      - Geslacht Kuwanaspis MacGillivray, 1921
      - Geslacht Laingaspis Borchsenius & Williams, 1963
      - Geslacht Ledaspis Hall, 1946
      - Geslacht Lineaspis MacGillivray, 1921
      - Geslacht Magnospinus Munting, 1970
      - Geslacht Mammata Munting, 1969
      - Geslacht Mayonia Takagi, 2003
      - Geslacht Medangaspis Takagi, 1999
      - Geslacht Moraspis Hall, 1946
      - Geslacht Multispinaspis Munting, 1969
      - Geslacht Namibia Munting, 1969
      - Geslacht Nanhaiaspis Takagi & Martin, 2010
      - Geslacht Nikkoaspis Kuwana, 1928
      - Geslacht Nudachaspis MacGillivray, 1921
      - Geslacht Parachionaspis MacGillivray, 1921
      - Geslacht Pellucidaspis Henderson, 2011
      - Geslacht Poliaspis Maskell, 1880
      - Geslacht Protancepaspis Borchsenius & Bustshik, 1959
      - Geslacht Pseudaulacaspis MacGillivray, 1921
      - Geslacht Relhaniaspis Munting, 1970
      - Geslacht Rolaspis Hall, 1946
      - Geslacht Rutherfordia MacGillivray, 1921
      - Geslacht Salaspis Hall, 1946
      - Geslacht Sclopetaspis MacGillivray, 1921
      - Geslacht Singapuraspis Takagi, 2003
      - Geslacht Sinistraspis MacGillivray, 1921
      - Geslacht Tecaspis Hall, 1946
      - Geslacht Tenuiaspis MacGillivray, 1921
      - Geslacht Trichomytilus Leonardi, 1898
      - Geslacht Tsimbazaspis Mamet, 1962
      - Geslacht Unachionaspis MacGillivray, 1921
      - Geslacht Voraspis Hall, 1946
      - Geslacht Xiphuraspis Borchsenius & Williams, 1963
      - Geslacht Yomaspis Munting, 1968

    - Subtribus Chionaspidina  Brues & Melander
      - Geslacht Afiorinia Takagi 1970,
      - Geslacht Amphisoma Takagi 1995
      - Geslacht Anaimalaia Takagi 1995
      - Geslacht Aulacaspis Cockerell, 1893
- Onderfamilie Aspidiotinae Westwood
  - Tribus Gymnaspidini Balachowsky
    - Geslacht Gymnaspis Newstead, 1898
      - Gymnaspis aechmeae Lindinger
      - Gymnaspis clusiae Lindinger
      - Gymnaspis sculpta Hempel

    - Geslacht Hemigymnaspis Lindinger, 1943
      - Hemigymnaspis eugeniae (Lindinger, 1934)
      - Hemigymnaspis jessopae Davidson & Miller, 1977
      - Hemigymnaspis orchidicola Davidson & Miller, 1977
      - Hemigymnaspis pimentae Davidson & Miller, 1977

    - Geslacht Lindingeria MacGillivray, 1921

  - Tribus Leucaspidini Targioni Tozzetti
    - Geslacht Anamefiorinia Leonardi, 1906
    - Geslacht Gomezmenoraspis Balachowsky
      - Gomezmenoraspis pinicola (Leonardi, 1906)
        - = Aonidia pinicola Leonardi, 1906

    - Geslacht Hendersonaspis Normark, 2019
      - Hendersonaspis anomala (Green, 1915)
        - = Protodiaspis anomala Green, 1915
        - = Ancepaspis anomala (Green, 1915)

    - Geslacht Labidaspis Borchsenius & Williams, 1963
    - Geslacht Leucaspis Targioni Tozzetti, 1868
    - Geslacht Lopholeucaspis Balachowsky
    - Geslacht Mongrovaspis Bodenheimer, 1951
    - Geslacht Namaquea Munting, 1969
    - Geslacht Salicicola Lindinger, 1905
    - Geslacht Suturaspis Lindinger, 1909
    - Geslacht Thysanaspis Ferris, 1955

  - Tribus Aonidiini Targioni Tozzetti

    - Geslacht Brimblecombia Normark, 2019
      - Brimblecombia asperata
        - = Ancepaspis asperata

    - Brimblecombia magnicauda
      -         - = Ancepaspis magnicauda

    - Brimblecombia magnicauda
      -         - = Ancepaspis magnicauda

    - Brimblecombia reticulata
      -         - = Ancepaspis reticulata

    - Brimblecombia rotundicauda
      -         - = Ancepaspis rotundicauda

    - Brimblecombia striata
      -         - = Ancepaspis striata

  - Tribus Smilacicolini Takagi
    - Geslacht Smilacicola Takagi, 1969

  - Tribus Odonaspidini Ferris
  - Tribus Parlatoriini Leonardi
  - Tribus Aspidiotini Westwood